# Ravottersbos
Het Ravottersbos of Vijfstratenbos is een bos van ongeveer 1,7 hectare in de Vlaamse Ardennen in Sint-Maria-Oudenhove (deelgemeente van Zottegem). 

## Gebied
Het bosgebied ligt aan de Vossenholstraat en de Kloosterbosstraat. Het sluit via het deelgebied 'Vossenhol' van het Natuurpunt-reservaat Middenloop Zwalm aan op het Kloosterbos.

## Geschiedenis
Het bos stond al op de Ferrariskaart en werd na de kaalslag van de Eerste Wereldoorlog heraangeplant. Het Vijfstratenbos maakt deel uit van het Vlaams Ecologisch Netwerk en is Europees beschermd als onderdeel van Natura 2000-habitatrichtlijngebied Bossen van de Vlaamse Ardennen en andere Zuid-Vlaamse bossen.
Het Vijfstratenbos was tot 2019 in handen van een privé-eigenaar. Nadat het Agentschap voor Natuur en Bos een kapmachtiging verleende, ontstond burgerprotest voor het behoud van het bos. Vlaams minister van Omgeving Zuhal Demir trok daarop de kapmachtiging in. Natuurpunt afdeling Zwalmvallei kocht eind 2019 het bos aan.

## Fauna en Flora
In het honderd jaar oude bos groeit onder andere beuk en eik. Er komt ook bosorchis, blauwe knoop en vleugeltjesbloem voor.

## Afbeeldingen

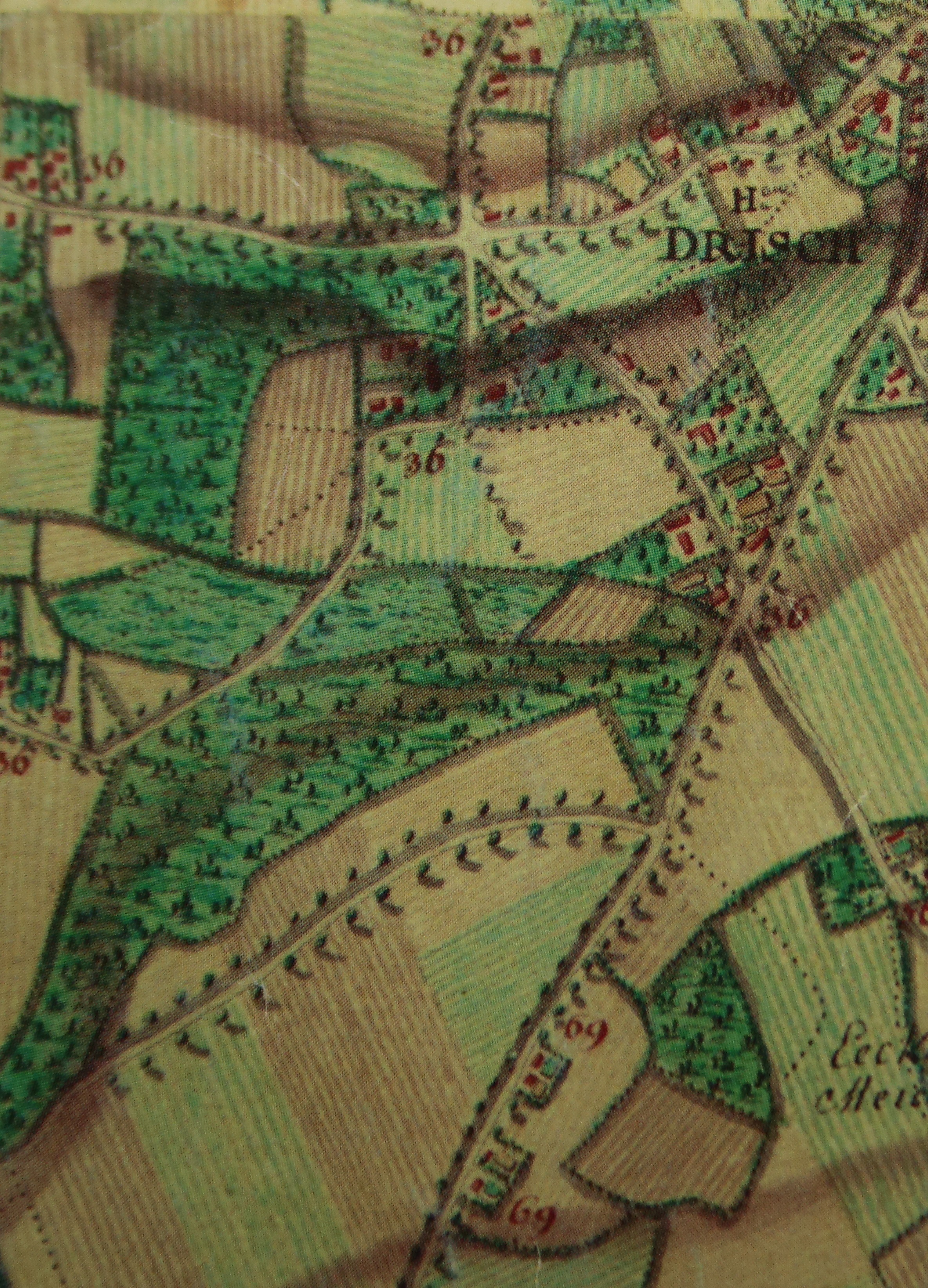
Vijfstratenbos op de Ferrariskaart (1771)
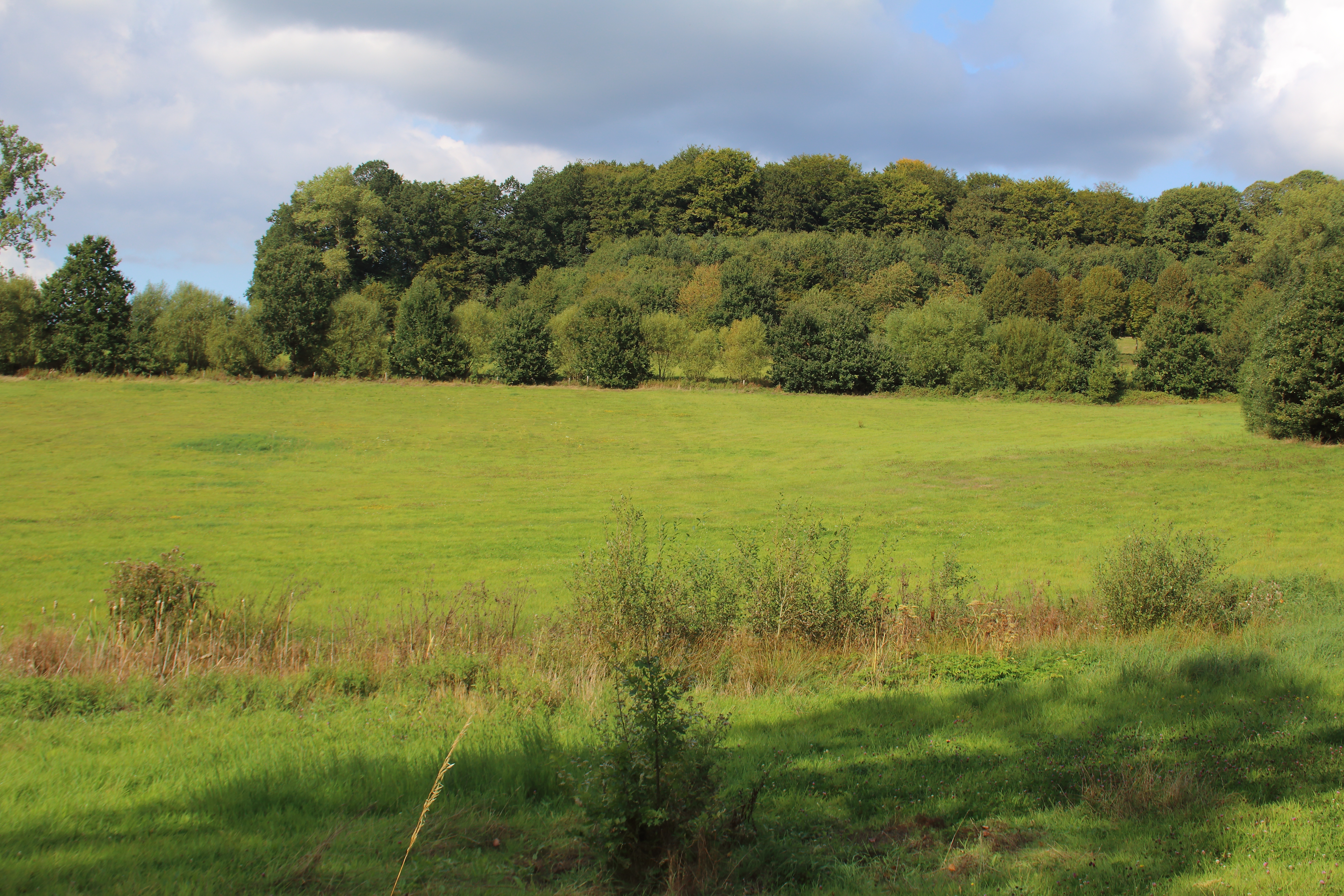
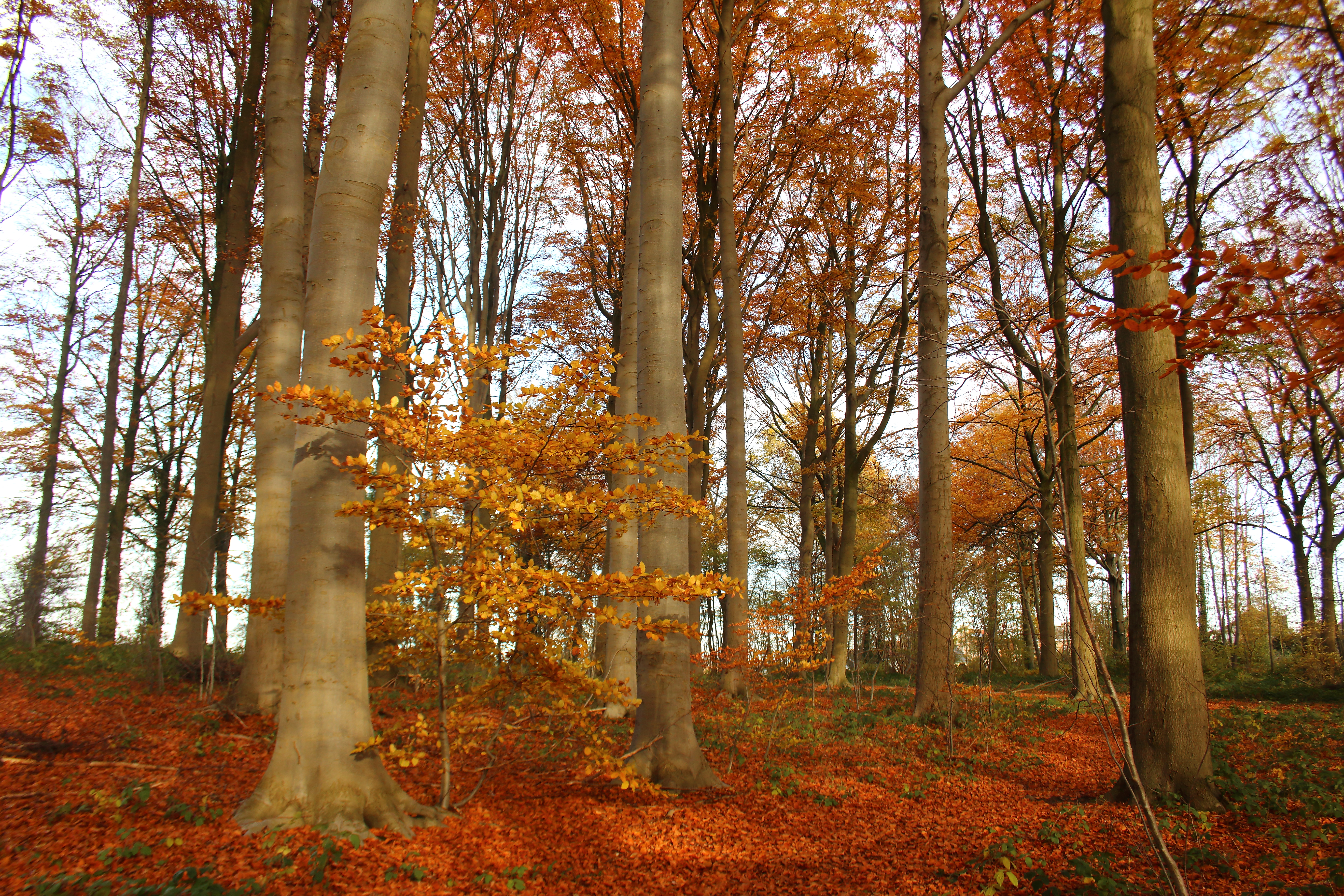
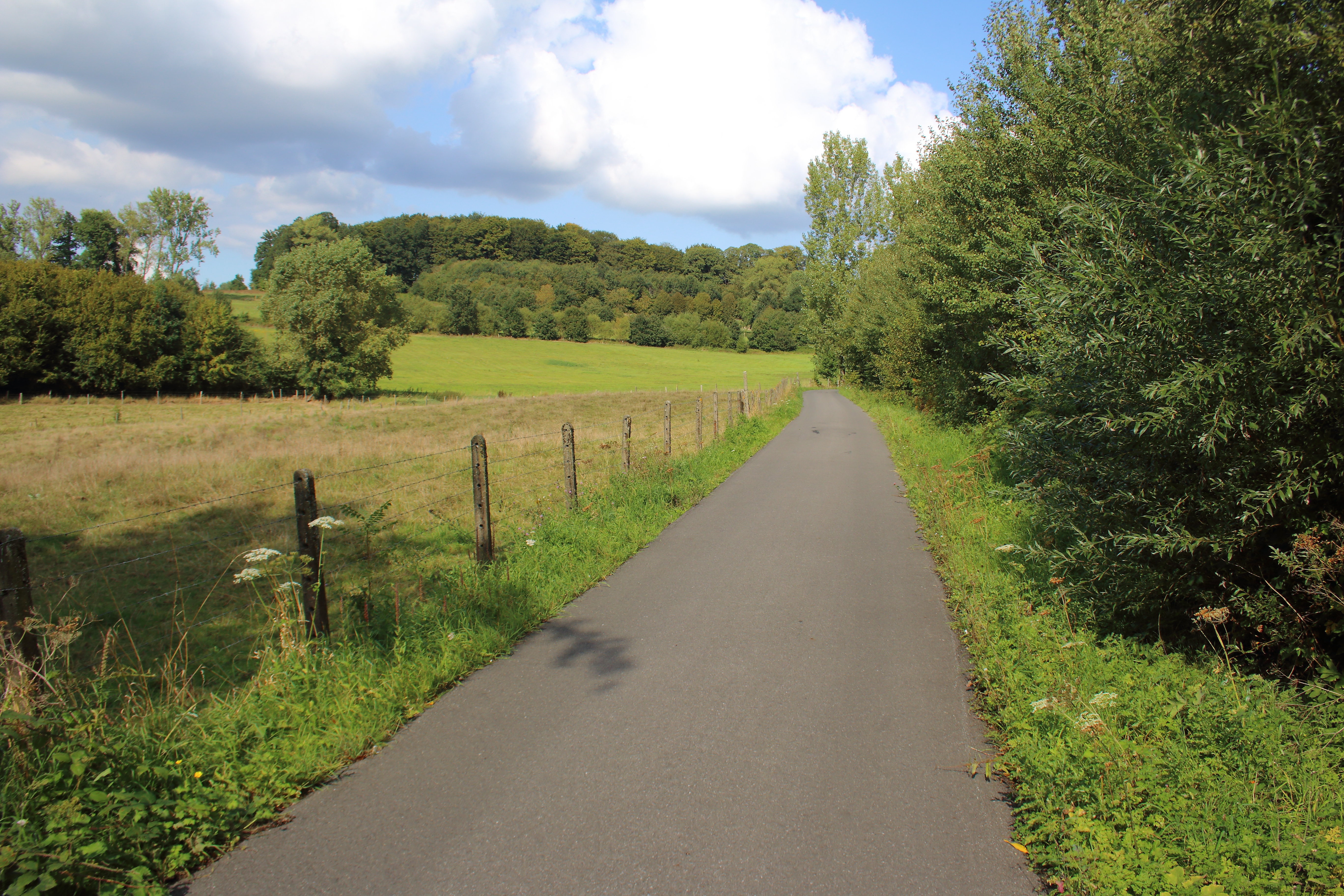
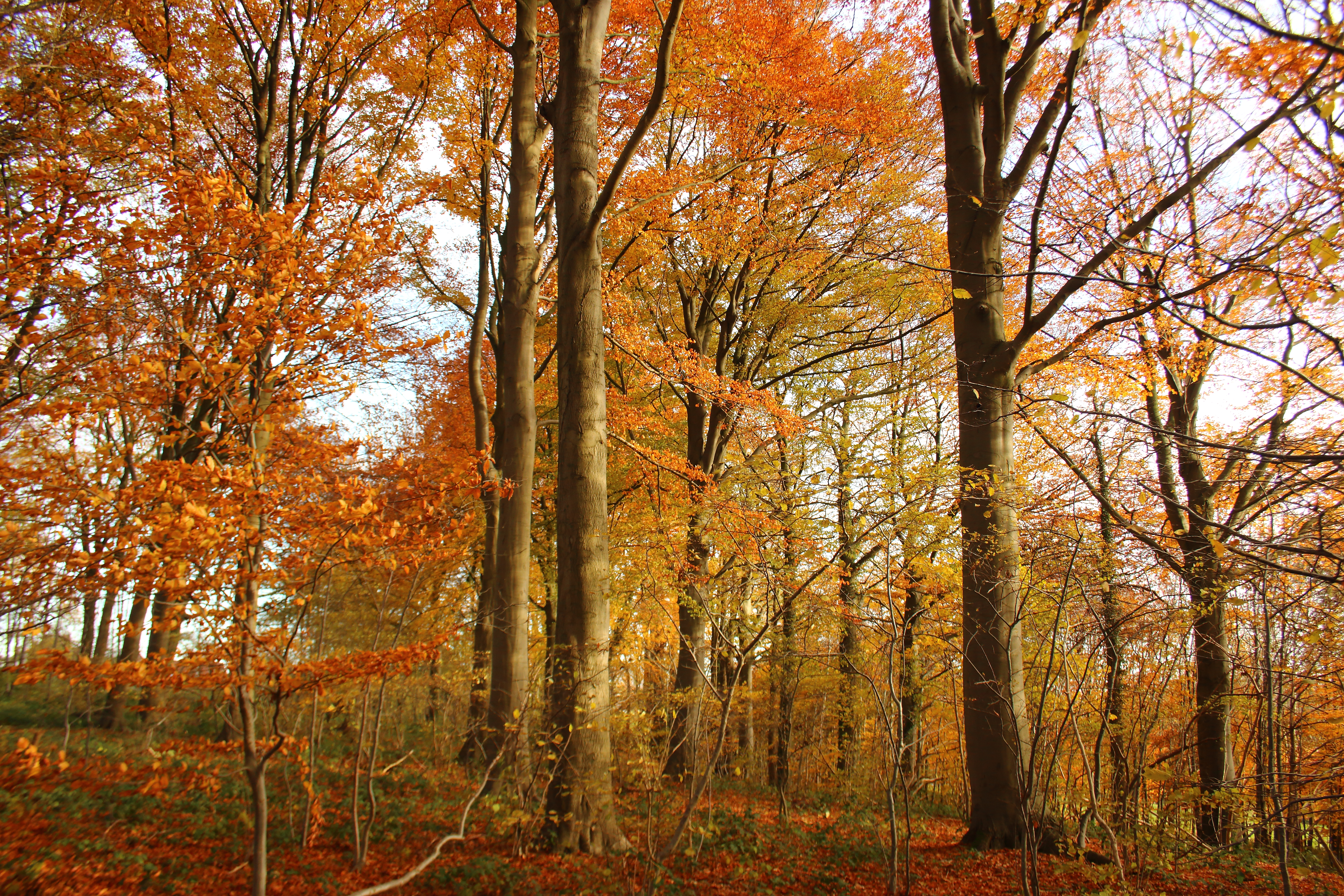
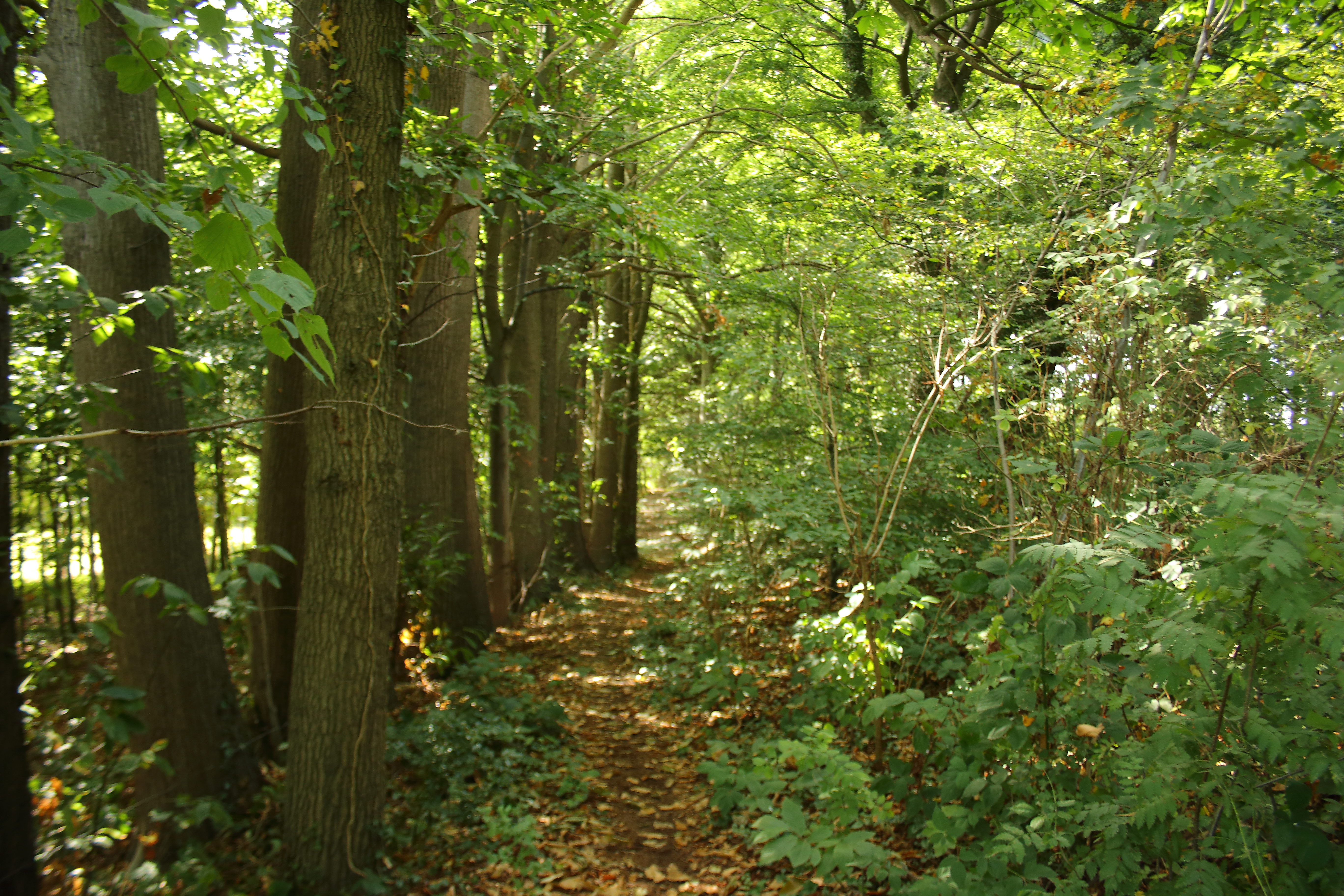